# Francesco Mancini (Fußballspieler)
Francesco Mancini (* 10. Oktober 1968 in Matera; † 30. März 2012 in Pescara) war ein italienischer Fußballspieler.

## Sportlicher Werdegang
Mancini begann seine Karriere in seinem Geburtsort beim FC Matera, für den der Torhüter Mitte der 1980er Jahre in der viertklassigen Serie C2 debütierte. Nach der Insolvenz des Vereins 1987 war er kurzzeitig bei der AS Bisceglie aktiv, ehe er sich im Laufe des Jahres dem Drittligisten US Foggia anschloss. 1989 schaffte er mit dem Klub die Rückkehr in die Serie B, wo er in der Spielzeit 1990/91 unter Trainer Zdeněk Zeman als Stammtorwart zum Aufstieg der Mannschaft in die Serie A beitrug. 1995 stieg er mit dem Klub wieder ab, anschließend verlor er seinen Platz zwischen den Pfosten an Alex Brunner und wurde an Lazio Rom verliehen. Nach Ende des Leihgeschäfts im Sommer 1996 und dem Abgang des Konkurrenten zum FC Bologna war er wiederum Stammtorhüter des Zweitligisten.
Im Sommer 1997 wechselte Mancini nach über 200 Profispielen für US Foggia zurück in die Serie A und schloss sich der AS Bari an, für die er drei Spielzeiten aktiv war. Im Oktober 2000 schloss er sich dem Ligakonkurrenten SSC Neapel an, dessen Torwart Ferdinando Coppola als Austausch mit Marco Roccati zum FC Bologna gewechselt war. Mancini etablierte sich hier ebenfalls vor Roccati als Stammtorwart, rückte aber nach der Verpflichtung von Alberto Fontana zum Jahreswechsel ins zweite Glied. Nach nur einer Halbserie verließ der Konkurrent den Klub jedoch erneut, als sich dieser nach dem Zweitligaabstieg des SSC Neapel als zweiter Torhüter hinter Francesco Toldo Inter Mailand anschloss. Vor Marco Storari und Emanuele Manitta behauptete er sich noch zwei Spielzeiten über weite Strecken im Tor des Zweitligisten.
Nach Ablauf seines Vertrages bei den Neapolitanern im Sommer 2003 verdingte sich Mancini noch im unterklassigen Ligabereich und spielte bis zu seinem Karriereende im Alter von 39 Jahren bis 2008 für den AC Pisa, die SS Sambenedettese Calcio, Teramo Calcio, die US Salernitana und die ASD Martina Calcio 1947 in der drittklassigen Serie C1.
Ab 2009 sammelte Mancini erste Erfahrung als Torwarttrainer beim Viertligisten Manfredonia Calcio, ehe er sich im folgenden Sommer Zemans Trainerteam bei der US Foggia anschloss. Diesem folgte er 2011 zu Delfino Pescara 1936.
Im Frühjahr 2012 verstarb Mancini im Alter von 43 Jahren vermutlich an den Folgen eines Herzinfarkts.